# Reno (comté de Parker, Texas)
Pour les articles homonymes, voir Reno.
Reno est une ville située à la limite des comtés de Tarrant et Parker, au Texas, aux États-Unis,.

## Démographie
Lors du recensement de 2010, la ville comptait une population de 2 494 habitants. Elle est estimée, en 2015, à 2 720 habitants.

### Source de la traduction
- (en) Cet article est partiellement ou en totalité issu de l’article de Wikipédia en anglais intitulé « Reno, Texas » (voir la liste des auteurs).